# 池田晃信
池田 晃信（いけだ こうしん、1993年2月3日 - ）は、日本の俳優である。群馬県出身。フラッグス・ビーンズ、インフィニティーアベニューに所属していた。

## 出演

### テレビドラマ
- 人にやさしく（2001年、フジテレビ）
- 金曜エンタテイメント 天使の歌声 〜小児病棟の奇跡〜（2002年、フジテレビ）
- 木曜劇場「Dr.コトー診療所」（2003年、フジテレビ） - 宮野純平役
- ファイアーボーイズ〜め組の大吾〜（2004年、フジテレビ）
- 農家のヨメになりたい（2004年、NHK） - 良雄役
- Dr.コトー診療所2004（2004年、フジテレビ） - 宮野純平役
- 金曜時代劇 御宿かわせみ第三章（2005年、NHK） - 大吉役（第8話）
- 終戦60周年特別ドラマ 二十四の瞳（2005年、日本テレビ） - 森岡正役
- ウルトラマンマックス（2006年、CBC・TBS系） - 勉少年役（第33話、第34話）
- 女王の教室エピソード2〜悪魔降臨〜（2006年、日本テレビ） - 奥平ナオト役
- 木曜劇場「Dr.コトー診療所2006」（2006年、フジテレビ） - 宮野純平役
- 魔弾戦記リュウケンドー（2006年、テレビ愛知・テレビ東京系） - トシキ役（第41話）
- 木曜劇場「わたしたちの教科書」（2007年、フジテレビ） - 本多雅樹役

### 映画
- 佐賀のがばいばあちゃん（2006年） - 岩永明広役
- いちばんきれいな水（2006年） - イケちゃん役